# Centre-Nord du Piauí

Étendue de la région Centre-Nord du Piauí.

La région Centre-Nord du Piauí est l'une des 4 mésorégions de l'État du Piauí. Elle regroupe 63 municipalités groupées en 4 microrégions.

## Données
La région compte 1 428 349 habitants pour 55 274 km².

## Microrégions
La mésorégion Centre-Nord du Piauí est subdivisée en 4 microrégions:
- Campo Maior
- Médio Parnaíba Piauiense
- Teresina
- Valença do Piauí